# ダッジ・ジャーニー
ジャーニー（Dodge Journey）は、アメリカのクライスラーがダッジブランドで製造・販売している乗用車である。
日本においてはいすゞ・ジャーニーとの混同を避けるため、開発コードをそのまま車名とした「ダッジ・JC」の名称で販売されていた。

## 初代（2008-2020年）
2007年のフランクフルトオートショーで発表され、2008年3月から北米で、同年半ばからヨーロッパで販売開始された。製造はメキシコ・トルーカ工場にて行われる。
SUVの機能性とミニバンの実用性を兼ね備えたミドルサイズの5ドア車で、アベンジャーと共通のプラットフォームを採用している。昇降性を高めるため、後部ドアは90度まで開くよう設計されている。
エンジンは2.4L直4DOHC「ワールドエンジン」と2.7LV6DOHC「LHエンジン」、3.5LV6SOHC「EGGエンジン」の3種類が設定されている。駆動方式はFFと4WDで、4WDはV6を搭載した上級グレードのみに設定されている。
北米でのラインナップは以下の通り
- SE：2.4L直4、FFレイアウト、4AT
- SXT：3.5LV6、FFレイアウト、6AT
- SXT AWD：3.5LV6、4WDレイアウト、6AT
- R/T：3.5LV6、FFレイアウト、6AT
- R/T AWD：3.5LV6、4WDレイアウト、6AT

なお、R/TにはSXTにはない機能（キーレスエントリーなど）が追加されている。2.7LV6モデルは北米ではラインナップされていない。
インテリアは、2.4L車が2列5人乗り、それ以外は3列7人乗りとしている。多彩なシートアレンジが可能で、さらにクーラー付きグローブボックスなどの多彩な収納装備を搭載するなど、ミニバン並みの実用性も兼ね備えている。また、2列目シートは40mm高く、さらに3列目シートは57mm、それぞれフロントシートより高く、後部座席からでも良好な前方視界が得られるように工夫されている。シートには汚れや匂いがつきにくく、静電気がおきない「プレミアムファブリックシート」を採用。
安全装備として、ABSやSRSエアバッグ、ESP、横転を感知すると自動的に制動をかける「エレクトロニック・ロール・ミディゲーション」を搭載している。
ヨーロッパでは、2011年モデルイヤーからダッジブランドでの販売が打ち切られ、代わってウリッセの販売を終了したフィアットがOEM供給を受けて「フリーモント」の車名で販売を開始した。
日本においては2009年1月17日に発売。ラインナップは2.7L・FFの1種類のみで、クライスラー・ボイジャーの後継としての役割も担う。しかし、導入された2009年内にクライスラーが連邦倒産法第11章を申請したことによる戦略見直しを受けて、日本向けは2010年モデル以降の導入そのものが凍結され、わずか1年で販売は打ち切られた。その後、2011年をもってダッジブランド全車の日本への正規輸入が打ち切られている。

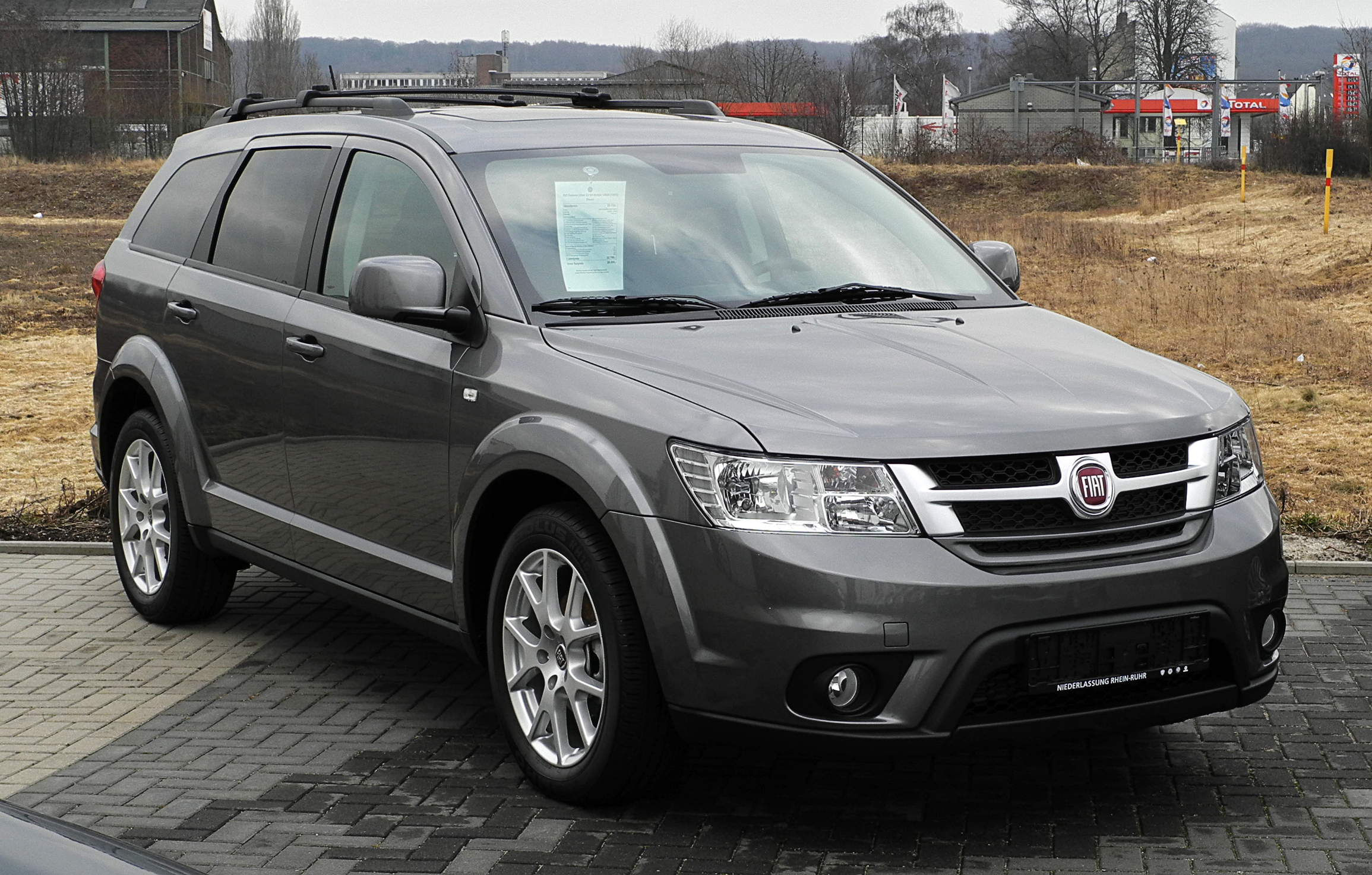
フィアット フリーモント（欧州仕様）
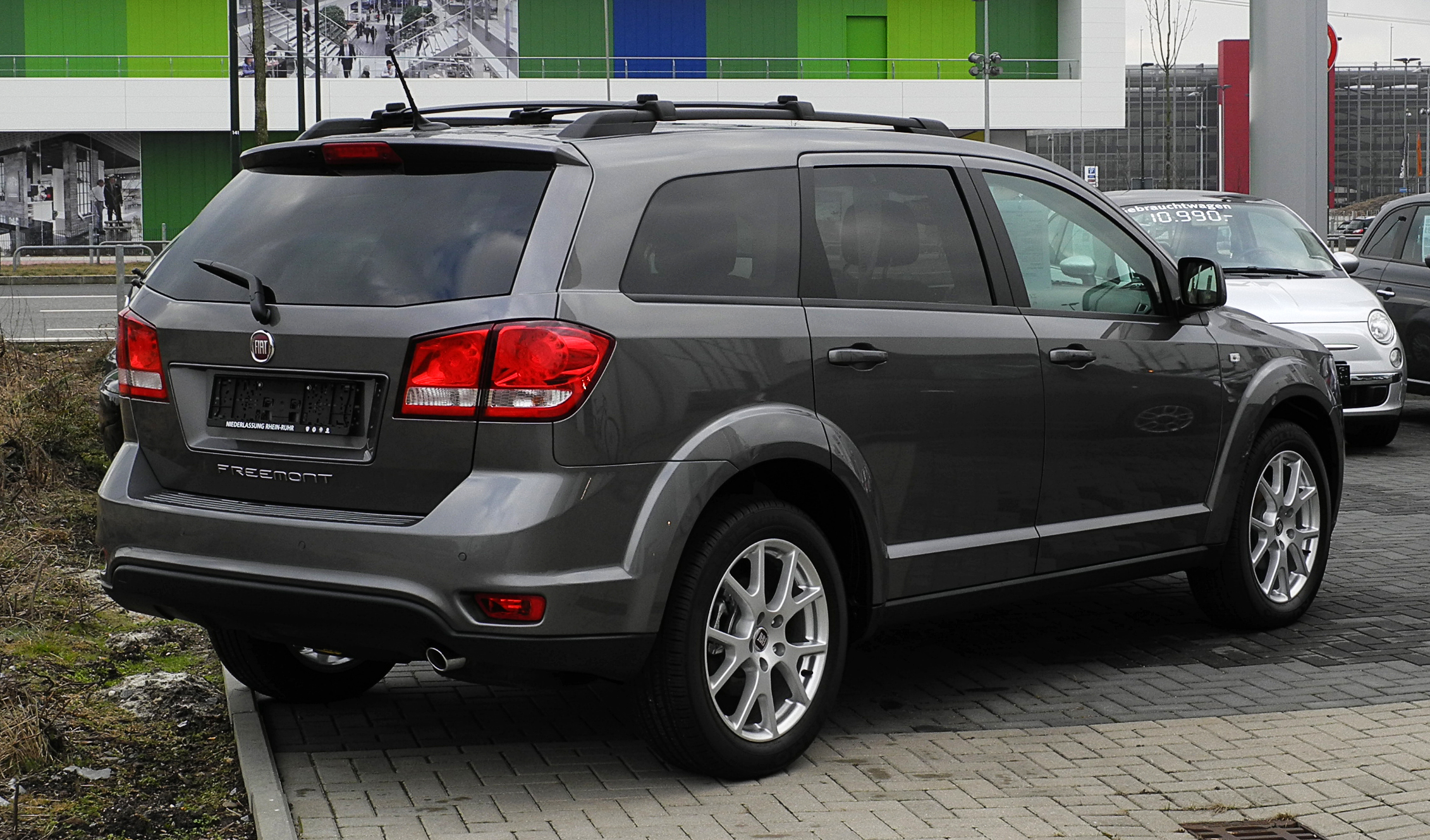
フィアット フリーモント（欧州仕様）
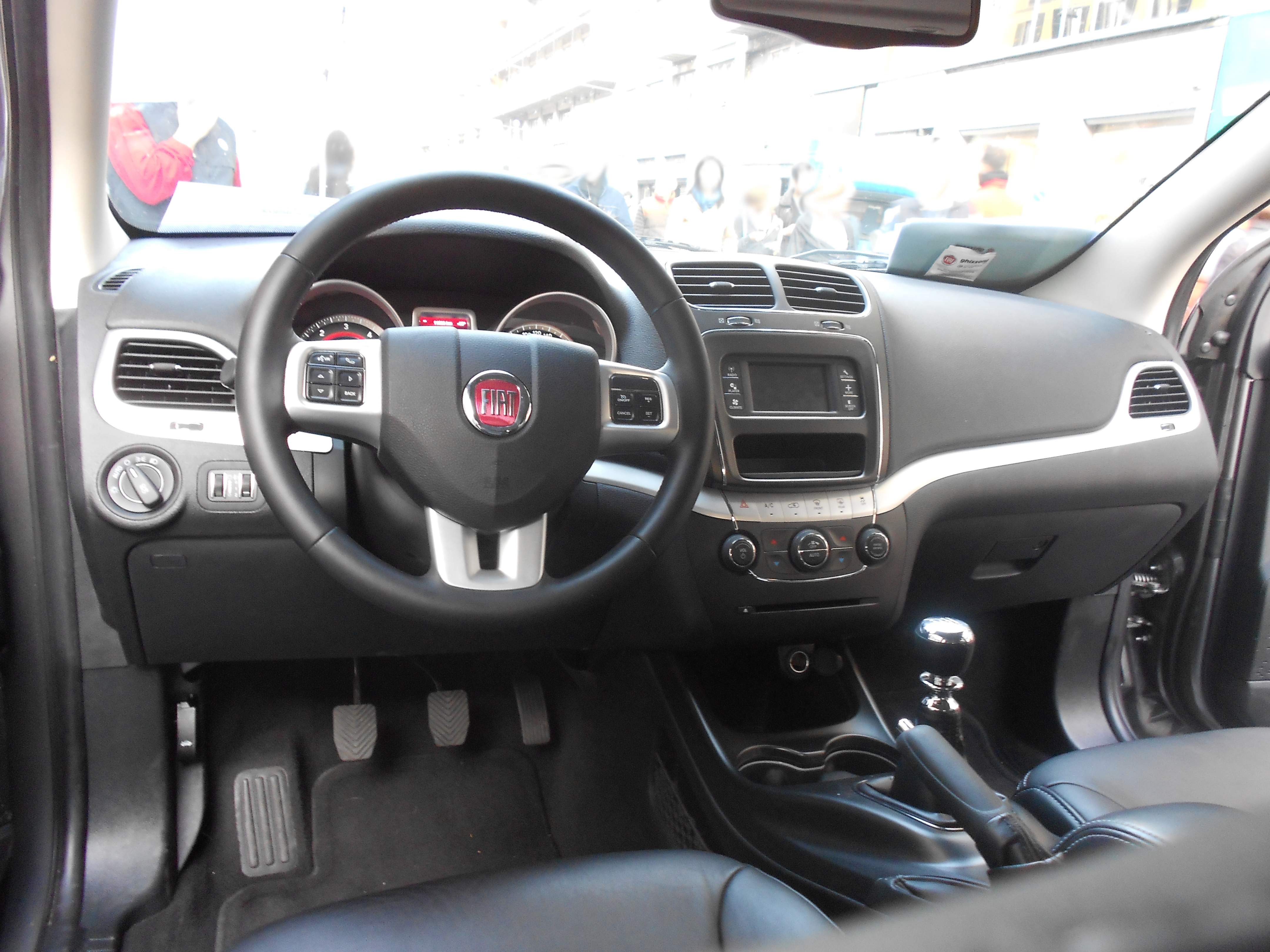
フィアット フリーモント（欧州仕様）
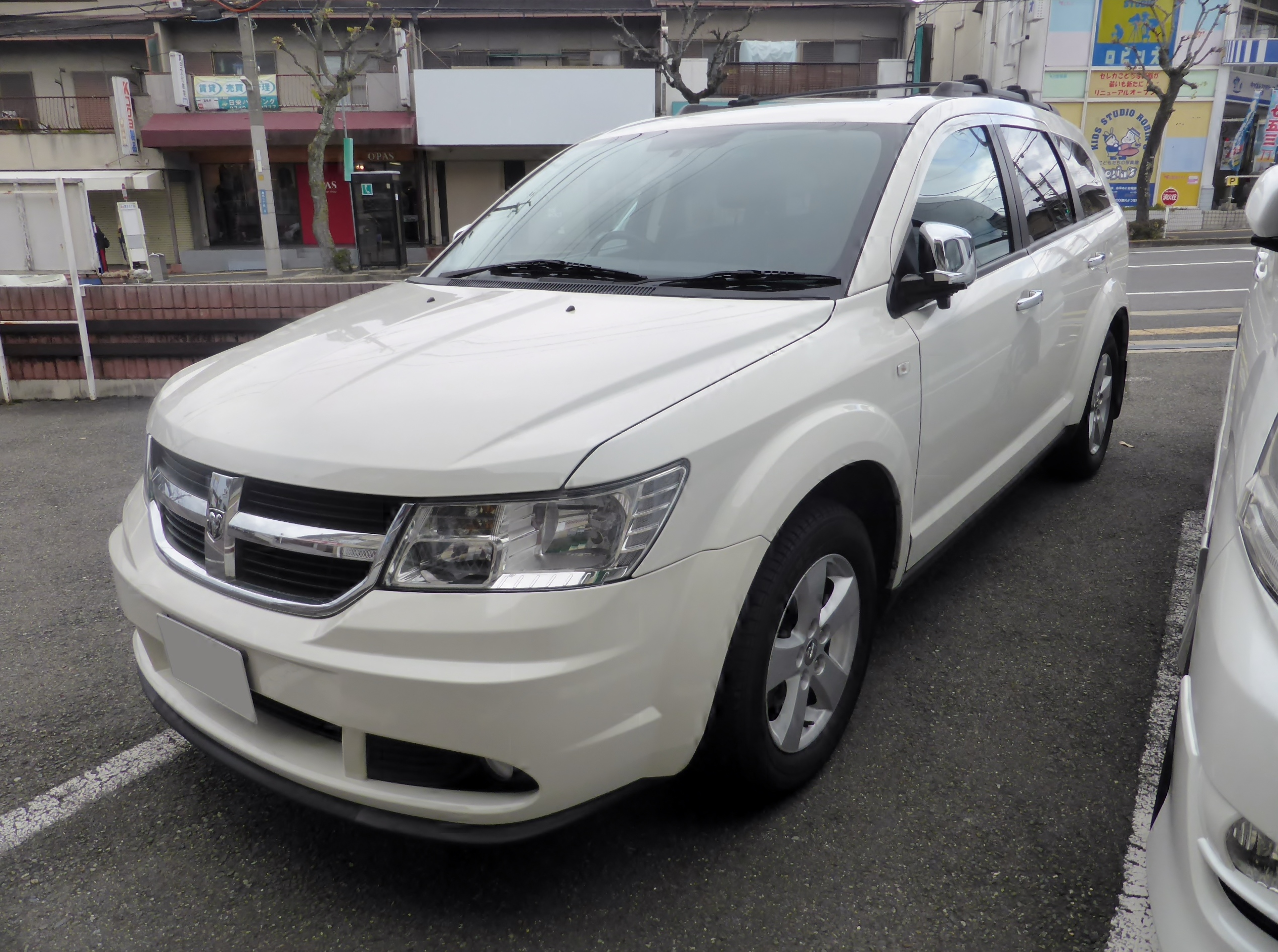
JC（日本仕様）
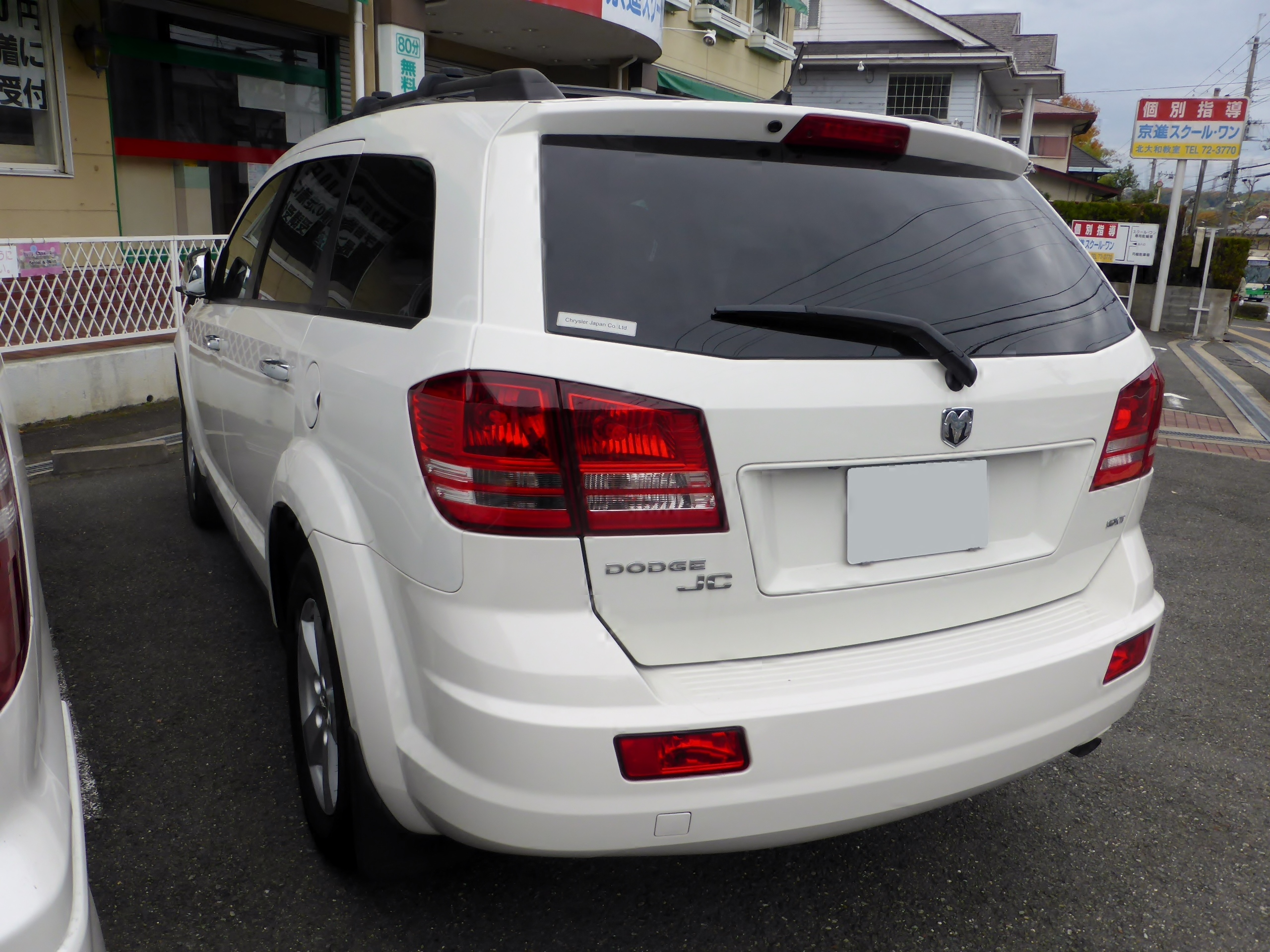
JC（日本仕様）

## 2代目（2022年-）
2021年9月、ステランティスがダッジの新型SUVを予告。
ステランティスと広州汽車集団とのコラボレーション企画によって開発されており、ベース車はGAC GS5（英語版ウィキペディア）となっている。また、生産は中国で広州汽車集団が行う。
デザインはベース車であるGAC GS5と比較し、クロームブラックのアクセントと大きなフロントグリルを装着して、オリジナルのフロントフェイスとなっている。また、グレードに応じて、LEDヘッドライトと18インチまたは19インチのアルミホイールが装着されている。
2代目ジャーニーは、166馬力と188 lb-ftのトルクを発生する1.5 Lターボ付きガソリンエンジンを搭載している前輪駆動車で、トランスミッションは6速マニュアルである。また、フロントの独立懸架マクファーソンストラット式サスペンション、リアの独立懸架マルチリンク式サスペンションにより、悪路でもスムーズな乗り心地を実現している。